# Duplexor

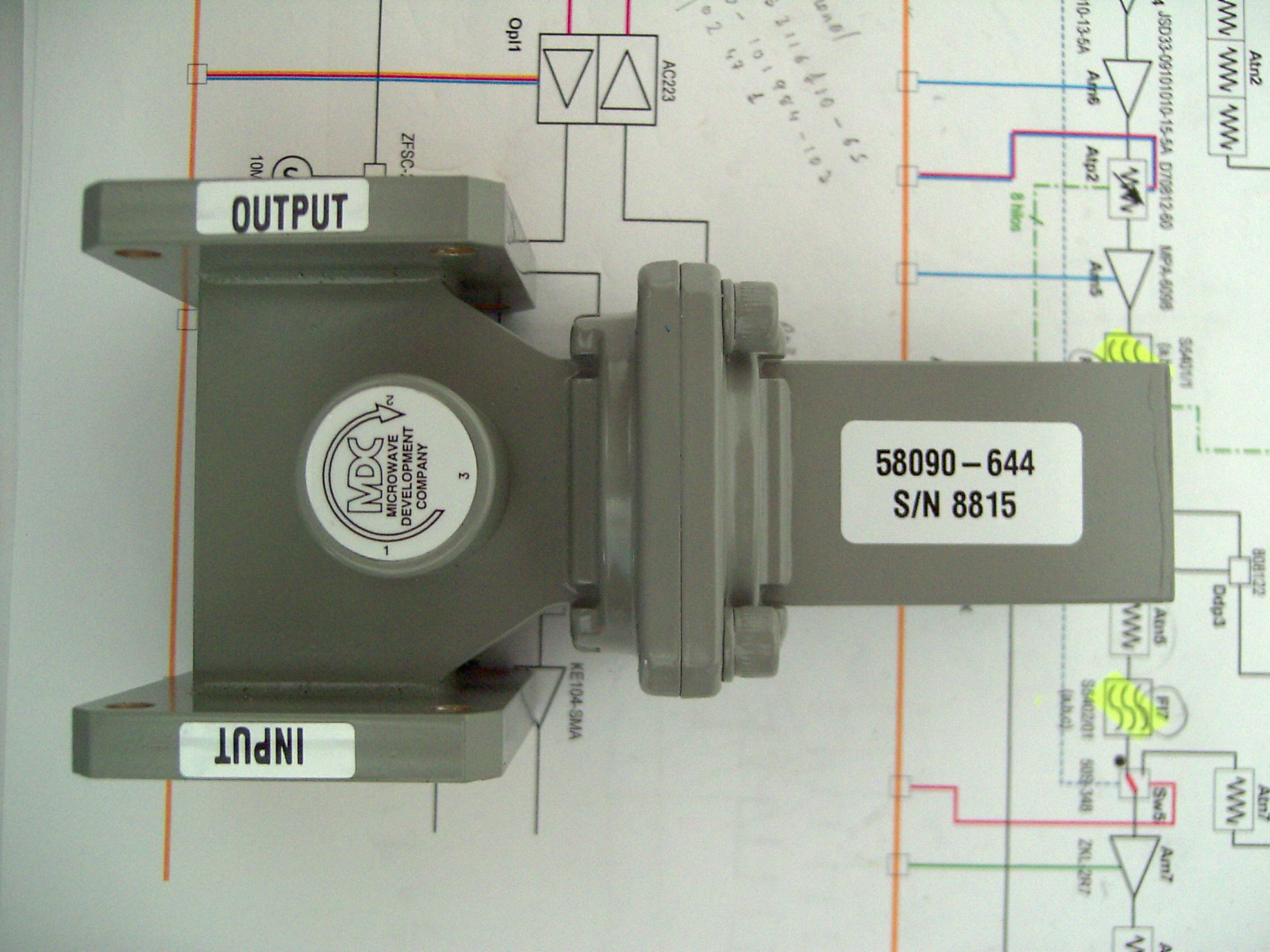
Duplexor tipo: aislador

Un duplexor es un dispositivo electrónico que permite la comunicación bidireccional (dúplex) sobre una misma línea de transmisión. En sistemas de radar y de comunicaciones de RF, sirve para aislar el receptor del transmisor permitiendo compartir la misma antena.
La mayoría de los sistemas de repetidores de radio incluyen un duplexor. En los sistemas de comunicaciones de radar y radio, aísla el receptor del transmisor al mismo tiempo que les permite compartir una antena común.
Los duplexores pueden basarse en el uso de frecuencias distintas (a menudo usando un filtro de guía de ondas como en la mayoría de los repetidores comerciales "incluso en los GSM"), o también en el uso de polarizaciones distintas (como en el caso de un transductor ortomodo) o en el uso de tiempos distintos (que no puede ser llamado dúplex -aunque el cambio sea muy rápido- como ocurre en el radar o en un terminal GSM actual).

## Tipos

Duplexor tipo: Conmutador Tx-Rx

### Conmutador Tx-Rx
En el radar, un interruptor de transmisión/recepción (TR) conecta alternativamente el transmisor y el receptor a una antena compartida. En la disposición más simple, el interruptor consiste en un tubo de descarga de gas a través de los terminales de entrada del receptor. Cuando el transmisor está activo, el alto voltaje resultante hace que el tubo conduzca, cortocircuitando los terminales del receptor para protegerlo.Su interruptor complementario, el de transmisión/recepción (ATR), es un tubo de descarga similar que desacopla el transmisor de la antena mientras no está funcionando, para evitar que desperdicie la energía recibida.Con el mismo concepto, pero con tecnología de estado sólido, Hitachi tiene la patente US 7659795 B2 de un duplexor multibanda para terminales GSM, del tipo "Tx-Rx switched" (TDD) aunque con frecuencias Tx-Rx diferentes, normalmente utilizadas en la tecnología FDD ( "Tx-Rx simultaneous").

### Circulador de microondas
Un circulador es un dispositivo electrónico pasivo y no recíproco de tres o más puertas habitualmente usado en el ámbito de las microondas. Su principal característica es que cuando se conecta una señal a uno de sus puertos de entrada esta señal será transferida al siguiente puerto sin recibir interferencias de los otros puertos.

### Transductor Ortomodo
Un transductor ortomodal o transductor ortomodo (orthomode transducer u OMT, por sus siglas en inglés) es un componente de guía de microondas de la clase de "circulador de microondas". Se conoce comúnmente como duplexor de polarización. 

### Dominio de frecuencia
En las comunicaciones por radio (a diferencia del radar), las señales transmitidas y recibidas pueden ocupar diferentes bandas de frecuencia, y así pueden estar separadas por filtros selectivos de frecuencia. Estas son efectivamente una versión de diplexor de mayor rendimiento, típicamente con una división estrecha entre las dos frecuencias en cuestión (típicamente alrededor del 2 % al 5 % para un sistema comercial de radio bidireccional).
Con un duplexor, las señales de alta y baja frecuencia viajan en direcciones opuestas en el puerto compartido del duplexor.
Los duplexores modernos a menudo usan bandas de frecuencia cercanas, por lo que la separación de frecuencia entre los dos puertos también es mucho menor. Por ejemplo, la transición entre las bandas de enlace ascendente y de enlace descendente en las bandas de frecuencia GSM puede ser de aproximadamente de un 1 por ciento (915 MHz a 925 MHz). Se necesita una atenuación (aislamiento) significativa para evitar que la salida del transmisor sobrecargue la entrada del receptor, por lo que dichos duplexores utilizarán filtros multipolares. Los duplexores se fabrican generalmente para su uso en 30-50 MHz ("banda baja"), 136-174 MHz ("banda alta"), 380-520 MHz ("UHF"), más las bandas: 790-862 MHz ("800"), 896-960 MHz ("900") y 1215-1300 MHz ("1200")

## Aplicaciones
Aislamiento típico> 75 dB 
Pérdida de inserción típica <1.0 dB

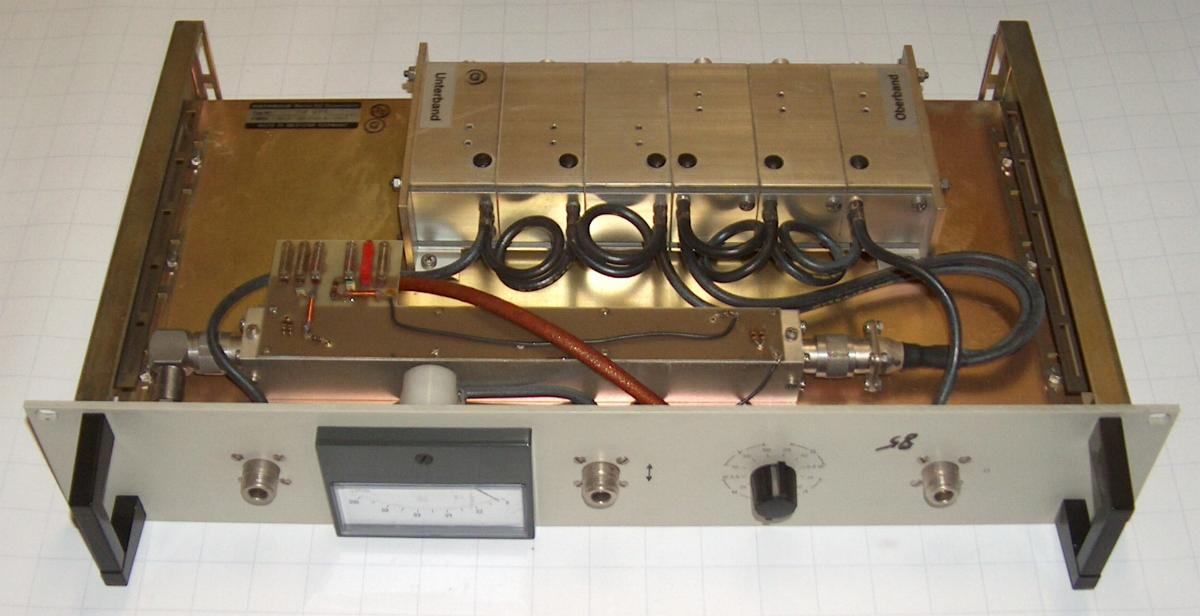
Filtro de antena de montaje en rack comercial de 19 " Aislamiento típico> 75 dB Pérdida de inserción típica <1.0 dB

Hay dos tipos predominantes de duplexores en uso:
- "duplexores con supresión de banda", que suprimen las frecuencias "no deseadas" y solo dejan pasar una banda estrecha de frecuencias deseadas
- "duplexores de paso de banda", que tienen rangos de frecuencia de paso amplio y alto de atenuación de banda.

En sitios de antenas compartidas, los duplexores de paso de banda son los preferidos porque eliminan virtualmente la interferencia entre transmisor y receptor al eliminar las emisiones de transmisión fuera de banda y mejorar considerablemente la selectividad de los receptores. 
La mayoría de los sitios de ingeniería profesional no recomiendan el uso de "duplexores con supresión de banda", e insisten en usar.duplexores de paso de banda por este motivo

## Características
Nota 1: Un duplexor debe estar diseñado para funcionar en la banda de frecuencia utilizada por el receptor y el transmisor, y debe ser capaz de soportar la potencia de salida del transmisor.
Nota 2: Un duplexor debe proporcionar un rechazo adecuado del ruido del transmisor que ocurre en la frecuencia de recepción, y debe estar diseñado para operar con una separación de frecuencia igual, o menor que, la que hay entre el transmisor y el receptor.
Nota 3: Un duplexor debe proporcionar aislamiento suficiente para evitar la desensibilización del receptor..
Fuente: Federal Standard 1037C